# 1000-km-Rennen auf dem Nürburgring 1953

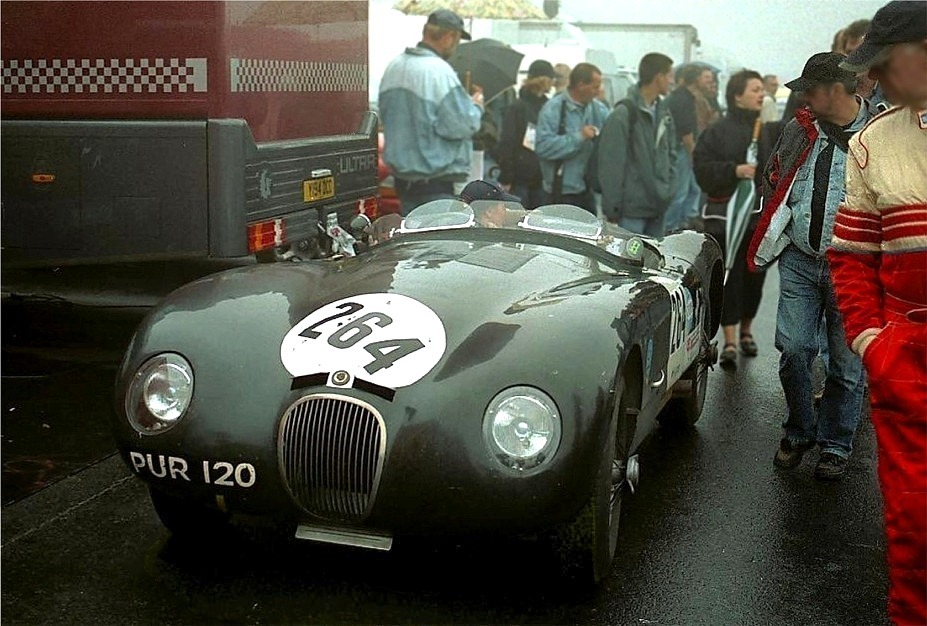
Jaguar C-Type, wie er 1953 von der Ecurie Ecosse eingesetzt wurde

Das erste  1000-km-Rennen auf dem Nürburgring, auch ADAC 1000 Kilometer Rennen, Nürburgring, fand am 30. August 1953 auf der Nordschleife des Nürburgrings statt und war der fünfte Wertungslauf der Sportwagen-Weltmeisterschaft dieses Jahres. Es war der Auftakt zu einer Reihe von 43 Langstreckenrennen zur Sportwagenweltmeisterschaft und zur Le Mans Series bis 2009. Gemeldet waren 66 Fahrzeuge, von denen 50 mit einem Le-Mans-Start das Rennen aufnahmen. 

## Rennverlauf
Werksteams fehlten beim ersten 1000-km-Rennen auf dem Nürburgring weitgehend. Ferrari hatte einen Wagen geschickt, einen 375MM Vignale, mit dem Alberto Ascari/Giuseppe (Nino) Farina das Rennen gewannen. Lancia schickte drei Fahrzeuge, die von den Plätzen eins, zwei und fünf starteten, jedoch ausfielen. Maserati setzte ebenfalls drei Autos ein, von denen ebenfalls keines das Ziel erreichte, und Borgward zwei.  
Mit einem Rückstand von knapp 30 Minuten auf den Sieger erzielten Bechem/Helfrich auf Borgward Hansa 1500 RS mit Startnummer 37 den dritten Platz im Gesamtklassement (44 Runden bzw. 1003,2 km in 8:50:33 Stunden = 113,45 km/h). Bechem/Helfrich hatten den Wagen von Adolf Brudes übernommen, nachdem sie mit Start-Nummer 38 nach der ersten Runde wegen eines Motorschadens ausgefallen waren.
Letzte innerhalb der Wertung wurden zwei Gutbrod Superior mit 700-cm³-Zweitaktmotor und der damals für Ottomotoren neuartigen Benzindirekteinspritzung auf den Plätzen 25 und 26. Sie fuhren 37 von 44 Runden in 10:34:23 bzw. 10:35:23 Stunden, was einer Durchschnittsgeschwindigkeit von ca. 80 km/h entsprach.
Ein Fahrzeug kam nicht in die Wertung und zwei wurden wegen unerlaubter Hilfe disqualifiziert. 21 Wagen fielen aus, unter anderem der Maserati von Hans Herrmann sowie die Lancia von Juan Manuel Fangio und Piero Taruffi. Richard von Frankenberg überschlug sich mit dem von Walter Ringgenberg gemeldeten Porsche 356 in der zweiten Runde im Streckenabschnitt Wehrseifen und stürzte einen Abhang hinunter, nachdem er sich auf einer Ölspur gedreht hatte. Er blieb unverletzt und konnte sich selbst aus dem Wrack befreien. Weniger spektakulär verlief der Unfall des Jaguar C-Type von Toni Ulmen/Hermann Roosdorp.
Nach Schätzung des Journalisten Heinz-Ulrich Wieselmann sahen 8000–10.000 Zuschauer das erste 1000-km-Rennen am Nürburgring.

## Ergebnisse

### Schlussklassement
| 1               | S       | 1  | Scuderia Ferrari     | Alberto Ascari Giuseppe Farina                             | Ferrari 375MM Vignale       | 44 |
| 2               | S Serie | 52 | Ecurie Ecosse        | Ian Stewart Roy Salvadori                                  | Jaguar C-Type               | 44 |
| 3               | S       | 37 | Borgward GmbH        | Karl-Günther Bechem Theo Helfrich                          | Borgward Hansa 1500 RS      | 44 |
| 4               | S       | 39 | Richard Trenkel      | Richard Trenkel Walter Schlüter                            | Glöckler-Porsche            | 43 |
| 5               | S       | 26 | Wolfgang Seidel      | Wolfgang Seidel Josef Peters                               | Veritas Comet RS            | 42 |
| 6               | S Serie | 54 | Ecurie Ecosse        | Jimmy Stewart John Lawrence                                | Jaguar C-Type               | 42 |
| 7               | S       | 33 | San Giorgio          | Gaetano Sani Piero Carini                                  | OSCA MT4 1100               | 41 |
| 8               | S       | 34 | San Giorgio          | Armando Francois Erwin Bauer                               | OSCA MT4 1100               | 41 |
| 9               | S Serie | 50 | Roberto Rossellini   | Riccardo Vignolo Maurice Gatsonides                        | Ferrari 212 Inter           | 40 |
| 10              | S Serie | 52 | Ecurie Ecosse        | James Scott-Douglas Ninian Sanderson                       | Jaguar XK 120               | 40 |
| 11              | S Serie | 67 | Michael Currie       | Michael Currie Don Beauman                                 | Frazer-Nash Le Mans Replica | 40 |
| 12              | S Serie | 61 | Gustav Wirth         | Paul Alfons von Metternich-Winneburg Wittigo von Einsiedel | Porsche 356 1500            | 40 |
| 13              | S Serie | 80 | Hans Leo von Huesch  | Hans Leo von Huesch Werner Engel                           | Porsche 356 1500            | 40 |
| 14              | S Serie | 86 | Rolf-Friedrich Götze | Rolf-Friedrich Götze William Godsey                        | Porsche 356 1500            | 40 |
| 15              | S Serie | 62 | NAV                  | Mathieu Hezemans Jacques van der Meulen                    | Porsche 356 1500            | 40 |
| 16              | S       | 23 | Equipe Anglaise      | Alan Brown José Faraoni                                    | Cooper T25                  | 40 |
| 17              | S Serie | 85 | Ernst von Musen      | Ernst von Musen Walter Scheube                             | Porsche 356 1100            | 40 |
| 18              | S Serie | 87 | Fernand Georges      | Fernand Georges Chenevoy                                   | Porsche 356 1100            | 40 |
| 19              | S       | 32 | Monkey Stables       | Jim Mayers Pat Griffith                                    | Kieft                       | 40 |
| 20              | S Serie | 56 | Kasimir Olislaegers  | Kasimir Olislaegers Charles de Keerle                      | Jaguar C-Type               | 35 |
| 21              | S Serie | 92 | Helm Glöckler        | Helm Glöckler Hendrik Beckers                              | Renault 4CV 1063            | 35 |
| 22              | S Serie | 90 | Georges Trouis       | Georges Trouis Jacques Blanchet                            | Panhard Dyna Junior         | 35 |
| 23              | S       | 43 | Rosterg              | Walter Kamossa Kurt Arnold                                 | Scampolo                    | 35 |
| 24              | S Serie | 66 | Bruno Margnoli       | Bruno Margnoli Sergio Mantovani                            | Alfa Romeo 1900             | 35 |
| 25              | S Serie | 93 | Kramwinkel           | Erich Kramwinkel Klaus Krämer                              | Gutbrod Superior            | 35 |
| 26              | S Serie | 94 | Heinz Lindermann     | Heinz Lindermann Hein Krings                               | Gutbrod Superior            | 35 |
| Nicht klassiert |         |    |                      |                                                            |                             |    |
| 27              | S       | 41 | Nantes               | Louis Bizeray Bizeray                                      | Renault 4 CV Special        | 36 |
| Disqualifiziert |         |    |                      |                                                            |                             |    |
| 28              | S Serie | 63 | Elyane Imbert        | Elyane Imbert Simone de Forest                             | Porsche 356 1500            |    |
| 29              | S       | 65 | Heinz Friederichs    | Heinz Friederichs Horst Lauprecht                          | Porsche 356 1500            |    |
| Ausgefallen     |         |    |                      |                                                            |                             |    |
| 30              | S       | 20 | Maserati             | Emilio Giletti Onofre Marimón                              | Maserati A6GCS              | 41 |
| 31              | S       | 6  | Scuderia Lancia      | Robert Manzon Piero Taruffi                                | Lancia D24                  | 15 |
| 32              | S       | 5  | Scuderia Lancia      | Juan Manuel Fangio Felice Bonetto                          | Lancia D24                  | 9  |
| 33              | S Serie | 60 | Walter Ringgenberg   | Richard von Frankenberg Walter Ringgenberg                 | Porsche 356 1500            |    |
| 34              | S       | 7  | Scuderia Lancia      | Giovanni Bracco Eugenio Castellotti                        | Lancia D20                  |    |
| 35              | S       | 21 | Maserati             | Hans Herrmann Jack McAfee                                  | Maserati A6GCS Coupè        |    |
| 36              | S       | 22 | Maserati             | Hermann Lang Gianni Bertoni                                | Maserati A6GCS              |    |
| 37              | S       | 25 | Johannes Westhof     | Johannes Westhof Klaas Barendregt                          | Veritas Scorpion            |    |
| 38              | S       | 29 | Hans Roth            | Hans Roth Fritz Kasper                                     | A.F.M.                      |    |
| 39              | S       | 30 | Monkey Stable        | Mike Keen Michael Pope                                     | Kieft                       |    |
| 40              | S       | 31 | Monkey Stable        | John Line Mile Llewellyn                                   | Kieft                       |    |
| 41              | S       | 35 | San Giorgio          | Francesco Giardini Heinrich Sauter                         | OSCA MT4 1100               |    |
| 42              | S       | 36 | Lionel Leonard       | David Blakely Lionel Leonard                               | Leonard                     |    |
| 43              | S       | 37 | Borgward GmbH        | Adolf Brudes Franz Eugen Hammernick                        | Borgward Hansa 1500RS       |    |
| 44              | S Serie | 51 | Herman Roosdorp      | Toni Ulmen Herman Roosdorp                                 | Jaguar C-Type               |    |
| 45              | S Serie | 55 | Ecurie Francorchamps | Olivier Gendebien Roger Laurent                            | Jaguar C-Type               |    |
| 46              | S Serie | 64 | Arthur Heuberger     | Arthur Heuberger Ernst Seiler                              | Porsche 356 1500            |    |
| 47              | S Serie | 68 | Kurt Zeller          | Kurt Zeller Walter Zeller                                  | Ferrari 166MM               |    |
| 48              | S Serie | 81 | Adolf Vianden        | Adolf Vianden Harry Merkel                                 | Porsche 356 1100            |    |
| 49              | S Serie | 83 | Albrecht W. Mantzel  | Albrecht W. Mantzel Rolf Madaus                            | Porsche 356 1100            |    |
| 50              | S Serie | 84 | Walter Glöckler      | Franz Eugen Kesselstatt Bernt Spiegel                      | Porsche 356 1100            |    |
| Nicht gestartet |         |    |                      |                                                            |                             |    |
| 51              | S       | 2  | Scuderia Ferrari     | Mike Hawthorn Luigi Villoresi Alberto Ascari               | Ferrari 375MM               | 1  |
| 52              | S       | 3  | Scuderia Ferrari     | Umberto Maglioli Piero Carini                              | Ferrari 375MM               | 2  |
| 53              | S       | 28 | Ernst Lautenschlager | Ernst Lautenschlager Heinz Fischer                         | Veritas Comet RS            | 3  |
| 54              | S Serie | 52 | Ecurie Ecosse        | James Scott-Douglas Ninian Sanderson                       | Jaguar C-Type               | 4  |

1 zurückgezogen
2 zurückgezogen
3 nicht gestartet
4 Unfall im Training

### Nur in der Meldeliste
Hier finden sich Teams, Fahrer und Fahrzeuge, die ursprünglich für das Rennen gemeldet waren, aber aus den unterschiedlichsten Gründen daran nicht teilnahmen. 
| Pos. | Klasse  | Nr. | Team              | Fahrer                         | Chassis          |
| ---- | ------- | --- | ----------------- | ------------------------------ | ---------------- |
| 55   | S Serie |     |                   | Walter Loeffler von Schweinitz | Porsche 356      |
| 56   | S Serie |     |                   | Stark Krieger                  | Porsche 356      |
| 57   | S Serie |     | Jaguar Cars Ltd.  | Stirling Moss Peter Collins    | Jaguar C-Type    |
| 58   | S       |     | Hans Ruesch       | Hans Ruesch                    | Ferrari 340MM    |
| 59   | S       |     | Scuderia Lancia   | Felice Bonetto                 | Lancia D20       |
| 60   | S       |     | Deutsch et Bonnet |                                | DB HBR           |
| 61   | S       | 4   | Scuderia Ferrari  | Giovanni Bracco Roberto Bonomi | Ferrari 375MM    |
| 62   | S       | 34  | J. E. Byrnes      | J. E. Byrnes                   | Kieft            |
| 63   | S       | 27  | Georges do Kondo  | Georges do Kondo               | Veritas Comet RS |
| 64   | S       | 41  | Deutsch et Bonnet | Marc Gignoux Claude Storez     | DB HBR           |
| 65   | S       | 42  | Deutsch et Bonnet | Élie Bayol Marc Azéma          | DB HBR           |
| 66   | S Serie | 82  | Victor Rolff      | Hans Bernartz Victor Rolff     | Porsche 356 1100 |

### Klassensieger
| Klasse           | Fahrer         | Fahrer          | Fahrzeug              | Platzierung im Gesamtklassement |
| ---------------- | -------------- | --------------- | --------------------- | ------------------------------- |
| Sportwagen       | Alberto Ascari | Giuseppe Farina | Ferrari 375MM Vignale | Gesamtsieg                      |
| Seriensportwagen | Ian Stewart    | Roy Salvadori   | Jaguar C-Type         | Rang 2                          |

### Renndaten
- Gemeldet: 66
- Gestartet: 50
- Gewertet: 26
- Rennklassen: 2
- Zuschauer: unbekannt
- Wetter am Renntag: kalt, aber trocken
- Streckenlänge: 22,800 km
- Fahrzeit des Siegerteams: 8:20:44,000 Stunden
- Gesamtrunden des Siegerteams: 44
- Gesamtdistanz des Siegerteams: 1003,200 km
- Siegerschnitt: 120,208 km/h
- Schnellste Trainingszeit: Juan Manuel Fangio – Lancia D24 (#5) – 10:23,000 = 133,943 km/h
- Schnellste Rennrunde: Robert Manzon – Lancia D24 (#6) – 10:23,000 = 133,943 km/h
- Rennserie: 5. Lauf zur Sportwagen-Weltmeisterschaft 1953